# Acantholipes transiens
Acantholipes transiens is een vlinder van de familie van de spinneruilen (Erebidae), van de onderfamilie van de Erebinae. De wetenschappelijke naam van deze soort is voor het eerst voorgesteld door Emilio Berio in een publicatie uit 1956.
De soort komt voor in Senegal, Ethiopië, Somalië, Tanzania en Madagaskar.